# Golden (Pitura Freska)
Golden è una raccolta del gruppo musicale italiano Pitura Freska, pubblicata nel 2001.

## Tracce
1. Le sòrti de un pianeta (remix version)
2. Marghera
3. Balar
4. Picinin
5. Baby fragola
6. Crudele
7. Libera Sion
8. La pianta
9. Pin Floi
10. Fiaba borghese
11. 'Na bruta banda
12. Olanda
13. Papa nero
14. Le sòrti de un pianeta (original version)

## Formazione
- Sir Oliver Skardy - voce
- Cristiano Verardo - chitarra
- Francesco Duse - chitarra
- Marco Furio Forieri - sax
- Valerio Silvestri - tromba